# Bruggenhoofd Rijkevorsel
Het Bruggenhoofd Rijkevorsel speelde in 1944 een cruciale rol in de bevrijding van de Noorderkempen tijdens de Tweede Wereldoorlog. 
In de nacht van 24 op 25 september 1944 staken Britse troepen van de 146ste Brigade (onderdeel van de 49e (West Riding) Infanteriedivisie met de bijnaam Polar Bears) met hulp van lokale verzetsstrijders het kanaal Dessel-Turnhout-Schoten over bij Sint-Jozef. Dankzij een noodbrug door de genietroepen konden de geallieerden de Duitse stellingen doorbreken en een strategisch bruggenhoofd vormen, wat de opmars naar het noorden vergemakkelijkte.
Ondanks hevige Duitse tegenaanvallen van 25 tot 28 september, hielden de geallieerden stand met steun van het 27ste Canadese Pantserregiment. Dit succes leidde tot de verdere geallieerde opmars in de dorpen ten noorden van het kanaal. De laatste delen van Rijkevorsel konden pas op 23 oktober 1944 bevrijd worden wat maakte dat ondanks het belang van het bruggenhoofd, de totale bevrijding van het grondgebied van Rijkevorsel bijna een maand duurde. De gevechten eisten veel slachtoffers: 105 geallieerden en 142 Duitse soldaten kwamen om, naast zo’n twintig burgers uit Rijkevorsel.
Na de vestiging van het bruggenhoofd werden snel twee baileybruggen gebouwd, genaamd "Plum I" en "Plum II", die de toevoer van troepen en materieel mogelijk maakten. Deze bruggen speelden een essentiële rol in de verdere operaties van het 1ste Britse Korps in de omliggende gemeenten. Het bruggenhoofd maakte Operatie Pheasant (20 oktober - 9 november) mogelijk die de bevrijding van de provincie Noord-Brabant inluidde. 